# Mycofalcella
Mycofalcella is een geslacht van schimmels uit de familie Tricladiaceae. De typesoort is Mycofalcella calcarata.

## Soorten
Volgens Index Fungorum telt het geslacht twee soorten (peildatum april 2022):
| Soortnaam              | Auteur(s)                         | Publicatiejaar |
| ---------------------- | --------------------------------- | -------------- |
| Mycofalcella calcarata | Marvanová, Om-Kalth. & J. Webster | 1993           |
| Mycofalcella iqbalii   | Firdaus-e-Bareen & U. Braun       | 2007           |